# Classe Tegetthoff
La classe Tegetthoff (parfois appelée Viribus Unitis) est la seule classe de cuirassé de type dreadnought construite par la marine austro-hongroise.

## Construction
Le gouvernement autrichien a ordonné la construction d'une nouvelle flotte en 1908 après l'annonce du début de la construction du premier dreadnought de la Marine italienne, le Dante Alighieri.
L'architecte en chef de la marine austro-hongroise, Siegfried Popper (en), était presque aveugle à leur conception (il a pris sa retraite avant le lancement des navires), et certains ont imputé à cela les vices de conception de cette classe de cuirassés.
Les navires de cette classe ont été parmi les premiers à utiliser en artillerie lourde des tourelles triples comme armement principal (le premier étant le cuirassé italien Dante Alighieri), pour avoir la suprématie sur les autres navires de taille similaire en cas de guerre. Les tourelles triples furent construites par les usines Škoda, à Plzeň en Bohême, et étaient très vite disponibles car Škoda fabriquait déjà pour la marine impériale russe.
L'absence d'un gaillard surélevé sur le pont et un blindage trop faible  en deçà de la ligne de flottaison fragilisèrent les unités de la classe Tegetthoff. De plus, le système de fermeture des portes étanches  entre les compartiments étanches était peu pratique ; leurs homologues allemands n'avaient pas de portes entre les compartiments sous la ligne de flottaison car ils possédaient une plus grande surface de blindage sur la ligne de flottaison.
La première unité a porté le nom de Wilhelm von Tegetthoff, un amiral de marine autrichienne du XIXe siècle, mais François-Joseph Ier d'Autriche le fit rebaptiser avec sa devise personnelle, Viribus Unitis  (en latin Avec des forces réunies). En tout état de cause, le nom de classe est restée Tegetthoff .
Les trois premiers navires ont été construits au chantier Stabilimento Triestino Tecnico à  Trieste. Comme le Parlement hongrois a insisté sur le fait que l'un des cuirassés soit construit à un chantier naval hongrois du Danube à Rijeka. Comme ce chantier n'avait jamais construit d'aussi grand navire, il prit beaucoup plus de temps et prit dix-sept mois de retard. Il prit le nom  du premier roi et saint patron hongrois Étienne Ier de Hongrie.

## Les unités de la classe
| Nom                | Lancement        | Chantier naval                         | Fin de carrière                                                    | Photo |
| ------------------ | ---------------- | -------------------------------------- | ------------------------------------------------------------------ | ----- |
| SMS Viribus Unitis | 24 juin 1911     | Stabilimento Tecnico Triestino Trieste | coulé à Pula le 1er novembre 1918                                  |       |
| SMS Tegetthoff     | 21 mars 1912     | Stabilimento Tecnico Triestino Trieste | démolition en 1924 (Italie)                                        |       |
| SMS Prinz Eugen    | 30 novembre 1912 | Stabilimento Tecnico Triestino Trieste | coulé près de Toulon en 1922                                       |       |
| SMS Szent István   | 17 janvier 1914  | Compagnies Ganz Fiume                  | coulé le 10 juin 1918 en Dalmatie par le torpilleur italien MAS-15 |       |

## Opérations
La marine austro-hongroise a eu peu d'action au cours de la Première Guerre mondiale, passant la plupart de son temps dans sa base de Pola (aujourd'hui Pula, Croatie), mais le simple fait de son existence a maintenu les marines italienne et française dans la Méditerranée pour la durée de la guerre. L'inactivité générale de la marine austro-hongroise a été en partie causée par un manque de charbon, qui, comme la guerre progressait, est devenu un problème, mais aussi par la crainte des mines dans la mer Adriatique, qui a également neutralisé la marine italienne au port pour la plupart du temps de guerre.
En 1918, l'amiral Miklós Horthy de Nagybánya est devenu contre-amiral de la flotte, il était déterminé à utiliser la flotte pour attaquer le barrage d'Otrante.

Le 8 juin 1918 il envoie le Viribus Unitis et le Prinz Eugen  avec une petite flottille de soutien. Dans la soirée du 9 juin le Szent Istvan et le Tegetthoff suivent. Malheureusement, à vitesse maximale pour rattraper leur retard, les turbines du Szent Istvan  surchauffent  et il doit réduire sa vitesse à 12 nœuds (22 km/h). Quand il a essayé d'augmenter de nouveau sa vitesse à 16 nœuds (30 km/h)  le Szent Istvan a produit beaucoup de fumée, attirant l'attention d'une  patrouille italienne de deux torpilleurs vers  3 h 20 le matin du 10 juin. La MAS -21 attaque le Tegetthoff, mais l'une de ses torpilles n'a pas réussi à quitter le tube de lancement et l'autre n'a pas explosé. Mais la MAS -15 réussit à frapper le Szent Istvan avec deux torpilles à 3 h 31. Le Tegetthof retourne sur les lieux pour prendre le Szent Istvan en remorque. Une tentative d'échouer le navire sur l'île de Molat dans les environs de Zadar a été examinée, mais le bateau prenait trop d'eau. À 6 h 12 du matin, le Szent Istvan chavire, en emportant 89 membres d'équipage avec lui. La dernière demi-heure du naufrage a été filmée par le Tegetthoff (c'est l'un des deux seuls cuirassés naufragés en haute mer à avoir été filmés, l'autre étant le cuirassé britannique HMS Barham durant la Seconde Guerre mondiale).

Craignant de nouvelles attaques par des torpilleurs ou destroyers de la marine italienne et son effet de surprise étant détruit, l'amiral Horthy repousse l'attaque et la flotte retourne à la base pour le reste de la guerre.

## Fin de la flotte austro-hongroise
Le 6 octobre 1918 le Conseil national du royaume des Serbes, Croates et Slovènes (SCS) a été fondé à Zagreb. Les Serbes du Conseil représentaient les résidents serbes de Croatie, pas la Serbie. Le 29 octobre, le Conseil rompt tous ses liens politiques et diplomatiques avec la Croatie et l'Autriche-Hongrie, et établit l'État des Slovènes, Croates et Serbes, qui comprend la Croatie, la Slovénie et la Bosnie. 
L'empereur Charles Ier d'Autriche prend la décision de donner la totalité de la flotte de guerre austro-hongroise et de la flotte de la marine marchande, avec tous les ports, les arsenaux et fortifications, au Conseil de la SCS. Le 31 octobre, au port de Pula, l'Hymne de l'Empereur, Gott erhalte unseren Kaiser est joué pour la dernière fois et le pavillon de l'Empire austro-hongrois est remplacé par le drapeau croate. Le 31 octobre 1918, le commandant du Viribus Unitis, Janko Vukovich de Podkapelski prend le commandement de la flotte entière. Le Conseil national de la SCS l'a promu contre-amiral, et des notes diplomatiques sont envoyées auprès des gouvernements de France, du Royaume-Uni, de l'Italie, des États-Unis d'Amérique et de la Russie, pour leur notifier que l'État du SCS n'était plus en guerre avec aucun d'eux et que le Conseil a pris en charge toute l'ancienne flotte austro-hongroise.
Plus tard dans la nuit, tandis que les équipages faisaient la fête sur leurs bateaux illuminés, le torpilleur italien MAS-95, à quelques miles de Pola, envoie deux plongeurs avec des mines vers le port. Avec l'aide d'agents italiens dans le port, ils entrent sans encombre. Juste avant l'aube, au milieu des bateaux illuminés, les plongeurs Rossetti et Paolucci posent leurs mines sur le Viribus Unitis. Vers 5 h du matin le 1er novembre, ils sont repérés et sont sortis de l'eau. Amenés à bord du Viribus Unitis, ils avouent leur forfait aux officiers et à l'amiral et sont transférés à bord du Tegetthoff.
Les mines explosent bien en dessous de la ligne d'eau mais, comme les soutes du navire sont pleines de poussière de charbon, elles s'enflamment et causent d'autres explosions. La conception destinée à minimiser l'effet des explosions n'ayant pas fonctionné, le navire prend rapidement l'eau et à 6 h 10 le matin du 1er novembre 1918, le vaisseau amiral Viribus Unitis, avec le drapeau croate sur son mât, chavire puis coule rapidement, avec près de 300 membres de son équipage à bord. L'amiral Vukovich, qui commandait la flotte croate depuis à peine douze heures, est resté debout sur la poupe, attendant la mort.
Le 4 novembre, les troupes italiennes entrent dans Pola et saisissent le Tegetthoff et le Prinz Eugen. Les Italiens ont gardé le Tegetthoff pour leur propre usage. Il a été démantelé en 1924, après le traité de Washington de 1922. Il avait servi dans le film Eroi di nostri mari (Héros de nos mers) concernant le naufrage du Szent Istvan.

Le Prinz Eugen devient propriété de la France. Après le retrait de son armement, il fut utilisé pour tester des attaques en bombardements aériens, avant de servir comme navire-cible pour les navires de guerre Paris, Jean Bart et France, et a coulé en Méditerranée.

### Sources
- (en) Cet article est partiellement ou en totalité issu de l’article de Wikipédia en anglais intitulé « Tegetthoff class battleship » (voir la liste des auteurs).